# Mercedes Margalot
María Mercedes Margalot (Buenos Aires, 28 de junho de 1975) é uma jogadora de hóquei sobre a grama argentina que já atuou pela seleção de seu país.

## Carreira

### Olimpíadas de 2004
Mercedes Margalot conquistou uma medalha de bronze nos Jogos Olímpicos de Atenas de 2004. A seleção argentina chegou às semifinais após terminar a fase de grupos do torneio em segundo lugar, com três vitórias em quatro jogos. Na semifinal, em 24 de agosto, a Argentina foi derrota pelos Países Baixos por 4 a 2. Dois dias depois, as leonas venceram as anfitriãs chinesas na disputa do bronze por 1 a 0.

### Olimpíadas de 2008
Nos Jogos de Pequim de 2008, Mercedes e suas companheiras de equipe levaram a seleção argentina à conquista da medalha de bronze. Após terminarem a fase de grupos do torneio olímpico em segundo lugar, as leonas foram goleadas pelos Países Baixos na semifinal por 5 a 2. Mas na disputa do terceiro lugar, disputada em 22 de agosto daquele ano, as argentinas se recuperaram e venceram a Alemanha por 3 a 1, terminando assim com o bronze.